# フィリップス・スタディオン
フィリップス・スタディオン（Philips Stadion）は、オランダ、北ブラバント州、アイントホーフェンにあるサッカースタジアム。収容人数は36,500人。
名前の通りオランダの大手電機メーカーフィリップス持ちのスタジアムであり、事実上フィリップスが所有するPSVアイントホーフェンのホームスタジアムである。元々電球から始まったフィリップス社の威信がかかっているためか、スタンドの照明は冬場の観戦用に電熱器にも使えるほど、高性能なものが使用されている。

## 概要
スタジアムの歴史は1913年まで遡る事が出来る。元々はフィリップス所有の敷地に建てられたこぢんまりとしたスタジアムであった。その後1933年に18,000人までキャパシティが拡大された。1939年に第二次世界大戦が始まると、フィリップスのあるアイントホーフェンはドイツ軍、連合国軍から戦略上重要な地域と見なされアイントホーフェン市もろとも、決して少なくない損害を蒙る事になった。
戦後、スタジアムの復旧が行われ、1958年には22,000人収容のスタジアムに生まれ変わった。更に、1977年には27.000人収容になった。EURO 2000に合わせて2000年および2002年にも大規模な改修工事が行われ、現在の36,500人収容のスタジアムになった。
PSVはエールディヴィジの中でもアムステルダムのアヤックス・アムステルダム、ロッテルダムのフェイエノールトと並ぶ強豪クラブの一つであるが、これらのオランダの代表的といえる都市に比べるとアイントホーフェンはかなり人口が少ないと言える。従ってアムステルダムやロッテルダムのスタジアムが50,000人以上のキャパシティを持つのに比べて、このスタジアムはアイントホーフェンのマーケットに適った大きさになっている。このため、サッカーのオランダ代表チームがFIFAワールドカップ欧州予選やUEFA欧州選手権（EURO）予選などで試合を行なう場合、ライバルと目される対戦相手などの重要な試合では、集客の見込める前者2つの都市のスタジアムが使用されることが多く、このスタジアムはそれ以外（いわゆる強豪でない国）との試合で使用されることが多い（ベルギーとの共催となったEURO 2000でも、オランダ代表チームの試合は前者2つの都市のスタジアムで行なわれた）。しかし、ヨーロッパサッカー連盟（UEFA）が定める4つ星スタジアムの規格はクリアしており、2006年にはUEFAカップの決勝戦が開催された（セビージャFCが4-0でミドルスブラFCを下した）。

## 入場者数

### 平均入場者数
- 2007-08: 33,512人
- 2006-07: 33,650人
- 2005-06: 33,164人
- 2004-05: 31,688人
- 2003-04: 32,852人

## 重要な試合

### UEFA欧州選手権2000
- 6月12日：グループA - ポルトガル 3-2 イングランド
- 6月15日：グループB - スウェーデン 0-0 トルコ
- 6月19日：グループB - イタリア 2-1 スウェーデン

## ギャラリー

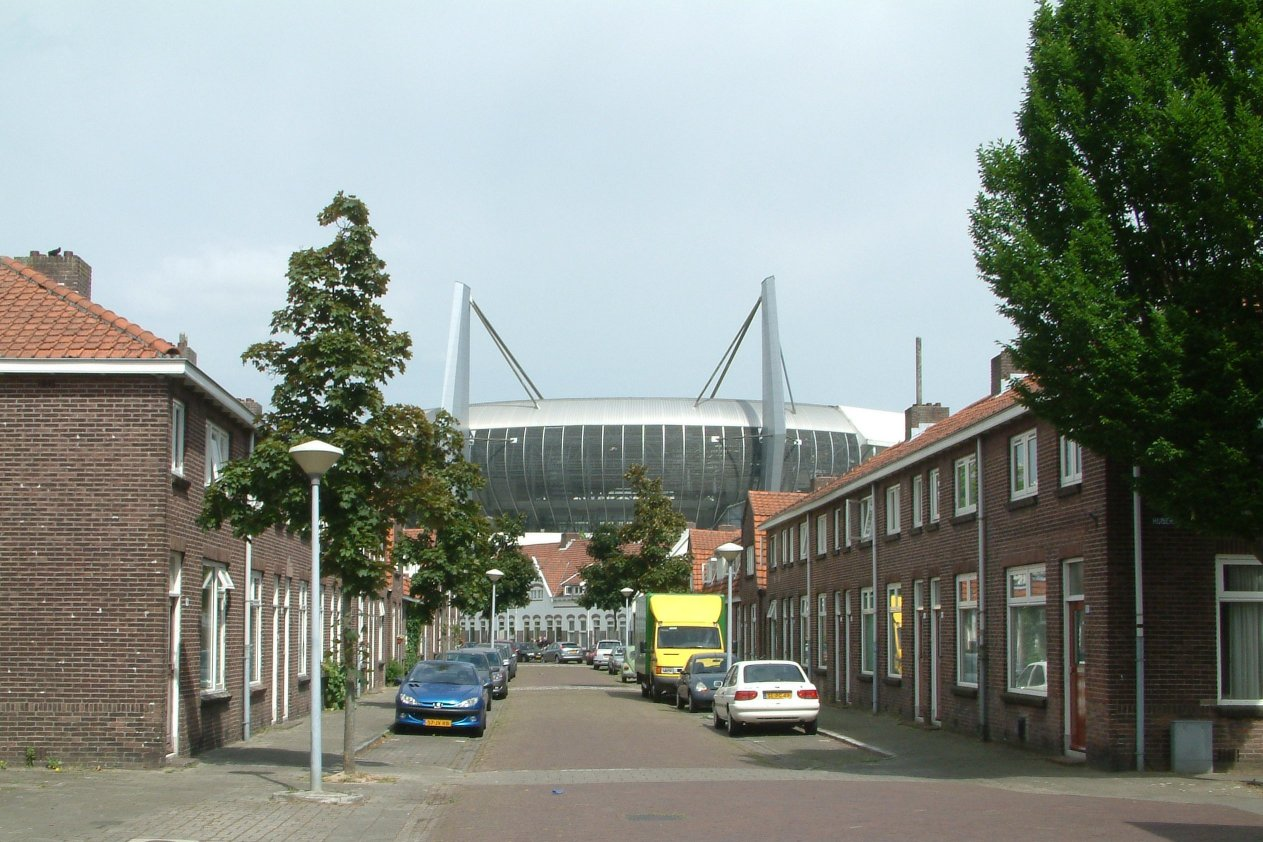
スタジアムへの道